# تل شيحا
تل شيحا هي إحدى القرى اللبنانية من قرى قضاء زحلة في محافظة البقاع.

فيها مستشفى تل شيحا تأسست عام 1949.